# Sofie Sarbo
Sofie Sarbo (født 13. marts 1979) er en dansk autodidakt udøverne scenekunstner, instruktør, manuskriptforfatter, dramalærer og yogainstruktør.
Sofie Sarbo er uddannet lærer fra Zahles Seminarium 2007 i bl.a. dansk og musik. Hun har siden 2003 været instruktør på Nyborg Voldspils forårsforestilling. Før det var hun involveret i Espergærde Ungdomsskole både på og bagved scenen.
Sofie Sarbo har spillet med i amatørforestillinger, bl.a. på Espegærde Ungdomsskole og på Nyborg Vold, hvor hun i 2006 var med i opsætning af Atlantis. I 2008 spillede hun med i Spaniolerne i Nyborg, en historisk forestilling om spaniernes flugt fra Nyborg og Danmark i 1808.
Siden 2016 har Sofie Sarbo været en del af den kreative duo Schultz & Sarbo , som har lavet forestillinger om moderne kvindeliv, en fotoudstilling på Filosoffen i Odense og julekalender på youtube.com . Derudover er Sofie Sarbo også performeren Fibbe D, som både laver dramaworkshops, yogaworkshops, juleforestillinger og meget mere.

## Forestillinger med Sofie Sarbo som instruktør
- Audition (the musical), 2001; Skrevet af Sofie Sarbo, Espergærde Ungdomsskole.
- Brylcreme og Højehæle, 2003; Skrevet af Sofie Sarbo, Nyborg Voldspil.
- Klar scene, 2004; Skrevet af Sofie Sarbo, Nyborg Voldspil.
- Faldne engle, 2005; Skrevet af Thomas Høg, Nyborg Voldspil.
- Verden venter, 2006; skrevet af Thomas Høg m.fl., Nyborg Voldspil.
- Gummi T (the musical),2007; Lavet til musical af Morten Mathiesen, Nyborg Voldspil.
- Klods Hans (the singing goatrider), premiere d. 3/4 2008; Lavet til musical af Jais Larsen, Frank Nielsen, Mikkel Hansen og Sofie Sarbo, Nyborg Voldspil. I denne musical "Klods Hans – the singing goatrider" har Sofie Sarbo i samarbejde med Mikkel Hansen både fornyet og lavet helt nye sange til den oprindelige forestilling fra Espergærde Ungdomsskole.
- Faldne engle, 2009; Skrevet af Thomas Høg, Efterskolen ved Nyborg.
- Oliver, 2010; Lionel Barts musicalversion af Charles Dickens legendarisk roman om Oliver Twist har premiere på Nyborg Vold den 28/7 2010. Det er Sofie Sarbos første år som instruktør på Danmarks ældste friluftsscene.